# 14937 Thirsk
14937 Thirsk eller 1995 CP3 är en asteroid i huvudbältet som upptäcktes den 1 februari 1995 av Spacewatch vid Kitt Peak-observatoriet. Den är uppkallad efter den kanadensiske astronauten Robert Thirsk.